# Pseudanostirus globicollis
Pseudanostirus globicollis är en skalbaggsart som först beskrevs av Ernst Friedrich Germar 1843.  Pseudanostirus globicollis ingår i släktet Pseudanostirus, och familjen knäppare. Enligt den finländska rödlistan är arten sårbar i Finland. Arten har ej påträffats i Sverige. Artens livsmiljö är lundskogar.